# Kedungsari (Klirong)
Kedungsari is een bestuurslaag in het regentschap Kebumen van de provincie Midden-Java, Indonesië. Kedungsari telt 2641 inwoners (volkstelling 2010).